# Офицерски дом (Битоля)
Вижте пояснителната страница за други значения на Офицерски дом.
Офицерският дом (на македонска литературна норма: Офицерски дом) е архитектурна забележителност в град Битоля, Северна Македония. Разположен на главната улица Широк сокак № 147. Обявена е за първостепенен паметник на културата.

## История
Сградата е започната да се строи от Абдулкерим паша, който е валия на Битоля до 1901 година и е завършена в 1919 година, когато Битоля вече е в Кралството на сърби, хървати и словенци. Сградата е използвана от османската, югославската и македонската армия. През декември 2015 година правителството на Никола Груевски решава да продаде сградата, но след остра обществена реакция и съпротивата на Сдружението за спасяване на Битоля и опозиционната партия СДСМ, през март 2016 година Офицерският дом е даден на община Битоля. Сградата е занемарена, руши се и има нужда от реновация.

## Архитектура
Според архитект Зоран Алтипармаковски архитекти на сградата са виенчанин и италианец, а ръководител – малорусинът Валери Гусин, а строителите са майстори от Смилево. Сградата е с красиви еркерни балкони и се отличава с прекрасна архитектура. Концепцията на сградата е комбинация между крепост и дворец – крепостта се вижда в композицията чрез появата на кули и декоративни топове, а дворецът – в елегантността и грандиозността на сградата. Фасадата е организирана според правилото на вертикална симетрия, разчленена с хориозонтални декоративни зони. В архитектурата има влияние мавърският стил, навлязъл през XIX век първо в Босна и Херцеговина – подковообразни сарацински арки, живописност на фасадата и обилна пластична декоративност. Влияние имат и академизмът, и класицизмът. Сградата е издигната, което позволява появата на елегантно стълбище към градината и добро осветление на приземния етаж. Разположена е в посока запад-изток и има размери 37,2 m на 17,9 m. Височината е 17,3 m.